# Anna Symmes Harrison
Anna Tuthill Symmes Harrison (Morristown, 25 de julio de 1775-North Bend, 25 de febrero de 1864) fue la esposa del presidente William Henry Harrison y primera dama de los Estados Unidos en 1841, pero nunca entró en la Casa Blanca. 
Hasta 2021, fue la primera dama de más edad de la historia de Estados Unidos con 65 años, así como la que sirvió el tiempo más corto y la primera en quedar viuda ostentando el título. Fue la última primera dama en haber nacido durante la América británica.

## Matrimonio y primeros años
Anna nació en la solitaria propiedad de su padre, cercana a Morristown, Nueva Jersey (en la actualidad Wheatsheaf Farms subdivisión de Sussex Avenue en Morris Township, Nueva Jersey) el 25 de julio de 1775, hija del juez John Cleves Symmes y su esposa Anna Tuthill Symmes de Long Island. Su padre era presidente del Tribunal Supremo de Nueva Jersey y más tarde se convirtió en un prominente propietario de tierras en el suroeste de Ohio. Cuando su madre murió en 1776 su padre se disfrazó de soldado británico para llevar a Anna a caballo a través de las líneas británicas hasta sus abuelos en Long Island, quienes la cuidaron durante la guerra. Su padre era también diputado del Congreso Provincial de Nueva Jersey (1775-1776), presidente del Comité de Seguridad del Condado de Sussex durante la Revolución, y delegado de Nueva Jersey ante el Congreso Continental (1785-1786).
Creció en Long Island, recibiendo una educación inusualmente amplia para una mujer de su tiempo. Asistió a la Clinton Academy en East Hampton en Long Island, y al colegio privado de Isabella Graham en la ciudad de Nueva York.
En 1794, Anna fue con su padre y madrastra, Susannah Livingston, hija del gobernador de Nueva Jersey William Livingston, a las tierras salvajes de Ohio, donde se establecieron en North Bend, Ohio. Mientras visitaba a unos parientes en Lexington, Kentucky en la primavera de 1795, conoció al lugarteniente William Henry Harrison, en la ciudad por asuntos militares. Harrison estaba acuartelado en la cercana Fort Washington. El padre de Anna desaprobó de inmediato a Harrison, en gran parte porque quería ahorrar a su hija los trances de la austera vida de campamento del ejército. A pesar de su orden de que dejaran de verse, el noviazgo continuó en secreto.
Mientras su padre estaba fuera por negocios en Cincinnati, la pareja se fugó y casó el 22 de noviembre de 1795 en la casa del Dr. Stephen Wood, tesorero del Territorio del Noroeste, en North Bend. La pareja pasó la luna de miel en Fort Washington, pues Harrison todavía estaba de guardia. Dos semanas más tarde, en una cena de despedida del general "Mad" Anthony Wayne, Symmes afrontó a su nuevo yerno por primera vez desde la boda. Dirigiéndose a Harrison con severidad, Symmes exigió saber cómo pretendía apoyar a la familia que había formado con Anna. Harrison respondió "con mi espada, y mi brazo derecho, señor". No fue hasta que su yerno empezó a conseguir fama en el campo de batalla que Symmes empezó a aceptarle.
La pareja tuvo un matrimonio aparentemente feliz a pesar de que la mitad de sus diez hijos murieron jóvenes.
| Nombre                      | Nacimiento               | Muerte                   | Matrimonio e hijos                                                                      |
| --------------------------- | ------------------------ | ------------------------ | --------------------------------------------------------------------------------------- |
| Elizabeth Bassett Harrison  | 29 de septiembre de 1796 | 27 de septiembre de 1846 | Casada con John Cleves Short, 1 hijo                                                    |
| John Cleves Symmes Harrison | 28 de octubre de 1798    | 30 de octubre de 1830    | Casado con Clarissa Pike, 6 hijos                                                       |
| Lucy Singleton Harrison     | 5 de septiembre de 1800  | 7 de abril de 1826       | Casada con David K. Este, 4 hijos                                                       |
| William Henry Harrison Jr   | 3 de septiembre de 1802  | 6 de febrero de 1838     | Casado con Jane Irwin Harrison, 2 hijos                                                 |
| John Scott Harrison         | 4 de octubre de 1804     | 25 de mayo de 1878       | Casado con Lucretia Knapp Johnson, 3 hijos; casado con Elizabeth Ramsey Irwin, 10 hijos |
| Benjamin Harrison           | 5 de mayo de 1806        | 9 de junio de 1840       | Casado con Louisa Smith Bonner, 3 hijos; casado con Mary Raney, 2 hijos                 |
| Mary Symmes Harrison        | 28 de enero de 1809      | 16 de noviembre de 1842  | Casada con John Henry Fitzhugh Thornton, 1 hijo                                         |
| Carter Bassett Harrison     | 26 de octubre de 1811    | 12 de agosto de 1839     | Casado con Mary Anne Sutherland, 1 hijo                                                 |
| Anna Tuthill Harrison       | 28 de octubre de 1813    | 5 de julio de 1845       | Casada con William Henry Harrison Taylor, 7 hijos                                       |
| James Findlay Harrison      | 15 de mayo de 1814       | 6 de abril de 1817       | Murió niño por causas desconocidas                                                      |

## Ascenso del marido a la fama

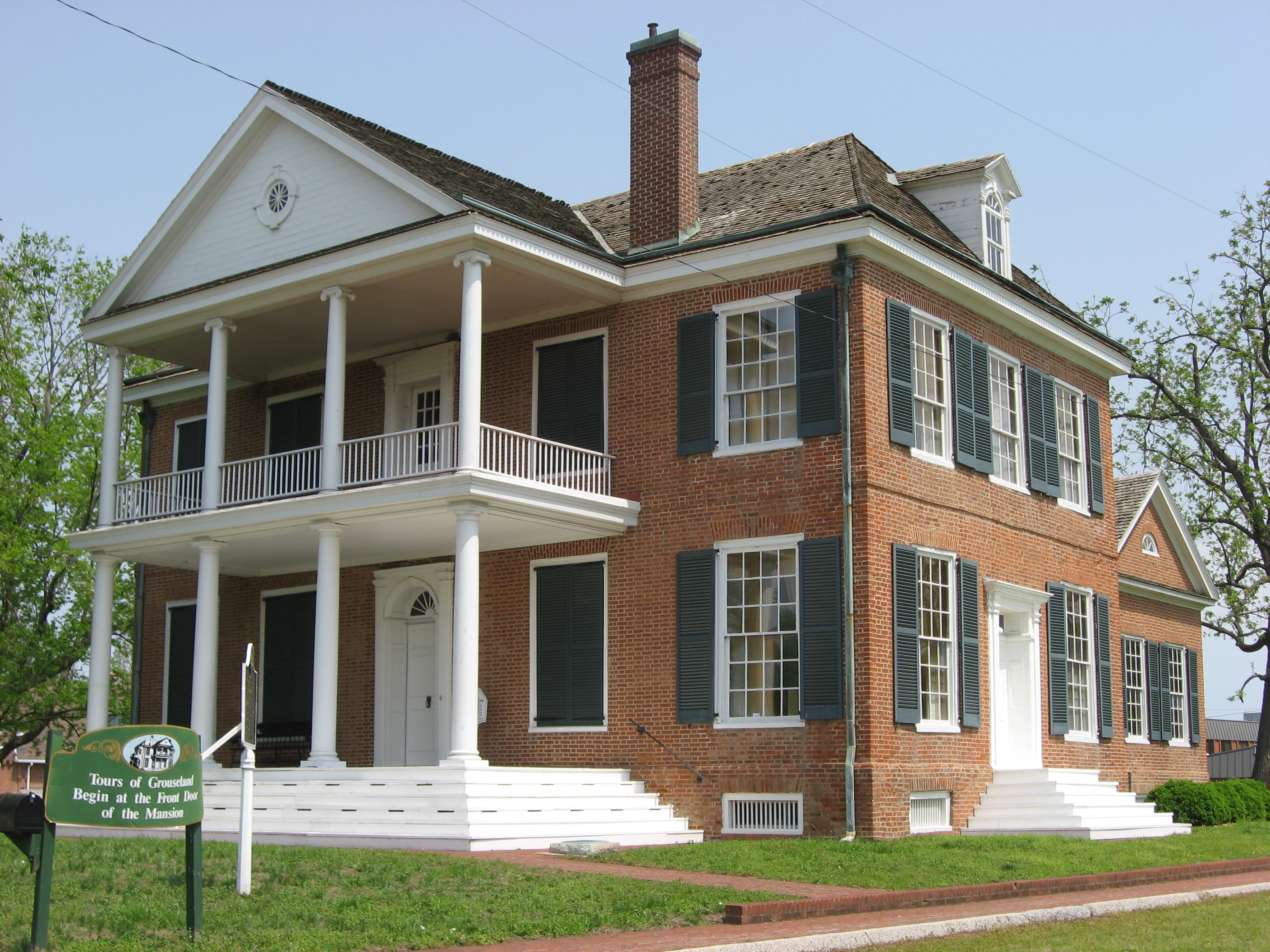
Grouseland, la casa de los Harrison en Vincennes

Harrison ganó fama luchando contra los indios y como héroe de la Guerra de 1812, pero la mayor parte de su vida la pasó en la carrera civil. Su servicio en el Congreso como delegado territorial por Ohio ofreció la oportunidad a Anna y sus hijos de visitar Berkeley, su plantación natal en el río James. Su tercer hijo nació durante ese viaje, en Richmond en septiembre de 1800. El nombramiento de Harrison como gobernador del Territorio de Indiana los llevó más lejos en el territorio salvaje; y él se construyó una hermosa mansión en Vincennes, Indiana que era una mezcla de fortaleza y mansión de plantación.
Al enfrentarse a la guerra de 1812, la familia se trasladó a la granja en North Bend. Allí, al oír la noticia de la aplastante victoria electoral de su marido en 1840, Anna, una tranquila ama de casa, dijo sencillamente: "Desearía que los amigos de mi marido lo hayan dejado donde está, feliz y contento con su retiro."

## Primera dama de los Estados Unidos
Cuando William fue investido en 1841, Anna se encontraba detenida en su hogar en North Bend por enfermedad. Decidió no acompañarle a Washington. El presidente Harrison pidió a su nuera Jane Irwin Harrison, viuda de su hijo tocayo, que le acompañara para actuar como anfitriona hasta que Anna pudiera llegar previstamente en mayo. Media docena de otros parientes se fueron alegremente también con ellos. El 4 de abril, exactamente un mes después de su investidura, el presidente Harrison murió. Anna estaba empaquetando para trasladarse a la Casa Blanca cuando llegó el aviso de la muerte de William en Washington, así que nunca hizo el viaje.

## Vida posterior y muerte
Tras la muerte de William vivió con su hijo John Scott en North Bend, y ayudó a criar a sus hijos, incluyendo a su nieto Benjamin de ocho años que más tarde también sería presidente de los Estados Unidos. En junio de 1841, el presidente John Tyler promulgó la primera pensión para la viuda de un presidente, una subvención de 25.000 dólares para la señora Harrison.
Anna Harrison murió el 25 de febrero de 1864, a los 88 años, y fue enterrada en el Monumento estatal de la tumba de William Henry Harrison en North Bend. Su sermón fúnebre fue pronunciado por Horace Bushnell.